# Старые Подсосенки
Старые Подсосенки — деревня в Шацком районе Рязанской области в составе Агишевского сельского поселения.

## Географическое положение
Деревня Старые Подсосенки расположена на Окско-Донской равнине на левом берегу реки Алешни в 22 км к северо-западу от города Шацка. Расстояние от деревни до районного центра Шацк по автодороге — 26 км.
К западу от деревни находится балка Пономарев Овраг; к югу протекает река Алешня, на правом берегу которой расположены балки Малинов Овраг и Длинный Овраг; к востоку находится балка Паника; к северу — овраг Глазатов. К северо-востоку от деревни находится урочище Новые Подсосенки (бывший населённый пункт). Ближайшие населённые пункты — посёлок Заря, сёла Демидово, Федяево и деревня Болушево.

## Население
| 2010 |
| ---- |
| 0    |

По данным переписи населения 2010 г. деревня Старые Подсосенки представляет собой опустевший населённый пункт, урочище.

## Происхождение названия
Такие названия как Подлески, Подлипки, Подсосенки и т. д. одного ряда и указывают на положение населенного пункта в конкретном месте: под (подле) лесом (леса), под (подле) липами (липовым лесом), под (подле) соснами (сосновым лсом). В толковом словаре В. Даля слово подсосенье объясняется как «место близкое, соседнее к сосновому бору».

## История
Деревня Старые Подсосенки известна среди археологов Рязанского края тем, что здесь, в обрывистом берегу реки Алешни и близлежащем овраге, в 1946 г. была открыта древнейшая в Рязанской области стоянка первобытных людей эпохи древнего каменного века (палеолита), а также обнаружены кости мамонта, бизона, шерстистого носорога и т. д. Вниз по реке Алешне, у запустевшей сейчас деревни Новые Подсосенки, археологи обнаружили стоянку первобытных людей эпохи нового каменного века (неолита).
Вплоть до середины XX в. Старые Подсосенки писались селом. В 1745 г. по инициативе и на средства местного помещика Москалева, здесь была построена каменная холодная Казанская церковь с двумя престолами: главным — во имя Казанской иконы Божией Матери, и придельным — в честь святителя Николая Чудотворца.
К 1911 г., по данным А. Е. Андриевского, село Старые Подсосенки относилось к приходу Вознесенского храма села Нижнее Мальцево, и сельская Казанская церковь значилась приписною. За церковью числилось 64 дес. пахотной малоудобной земли в трех участках, в 4—7 верстах от храма.
К этому времени в селе Старые Подсосенки насчитывался 71 крестьянский двор, в которых проживало 241 душа мужского и 230 женского пола.
В советское время Казанский храм в Старых Подсосенках был закрыт, купола и колокольня разрушены. Само село со временем стало деревней, а в начале XXI в. и вовсе запустело.
В 2006—2008 гг. Казанская церковь в деревне Старые Подсосенки была восстановлена, является действующей (приписной к Троицкому собору города Шацка); придельный престол освящен в честь Калужской иконы Божией Матери.

## Достопримечательности
- Храм Казанской иконы Божией Матери — Казанская церковь. Построен в 1745 г. на средства дворянина Москалева.[6]